# Olympische Sommerspiele 1968/Leichtathletik – 80 m Hürden (Frauen)
Der 80-Meter-Hürdenlauf der Frauen bei den Olympischen Spielen 1968 in Mexiko-Stadt wurde am 17. und 18. Oktober 1968 im Estadio Olímpico Universitario ausgetragen. 33 Athletinnen nahmen teil.
Diese Disziplin fand letztmals bei Olympischen Spielen statt. Ab 1972 wurde der 100-Meter-Hürdenlauf für die Frauen eingeführt.
Olympiasiegerin wurde die Australierin Maureen Caird. Sie gewann vor ihrer Landsmännin Pam Kilborn und Chi Cheng aus Taiwan.
Für die Bundesrepublik Deutschland – offiziell Deutschland – trat Inge Schell, für die DDR – offiziell Ostdeutschland – Karin Balzer an. Schell schied im Halbfinale aus, Balzer qualifizierte sich für das Finale und wurde dort Fünfte.

Die Österreicherin Inge Aigner qualifizierte sich für das Halbfinale, schied dort jedoch als Letzte ihres Laufes aus.

Die Schweizerin Meta Antenen scheiterte in ihrem Vorlauf.

Läuferinnen aus Liechtenstein nahmen nicht teil.

## Rekorde

### Bestehende Rekorde

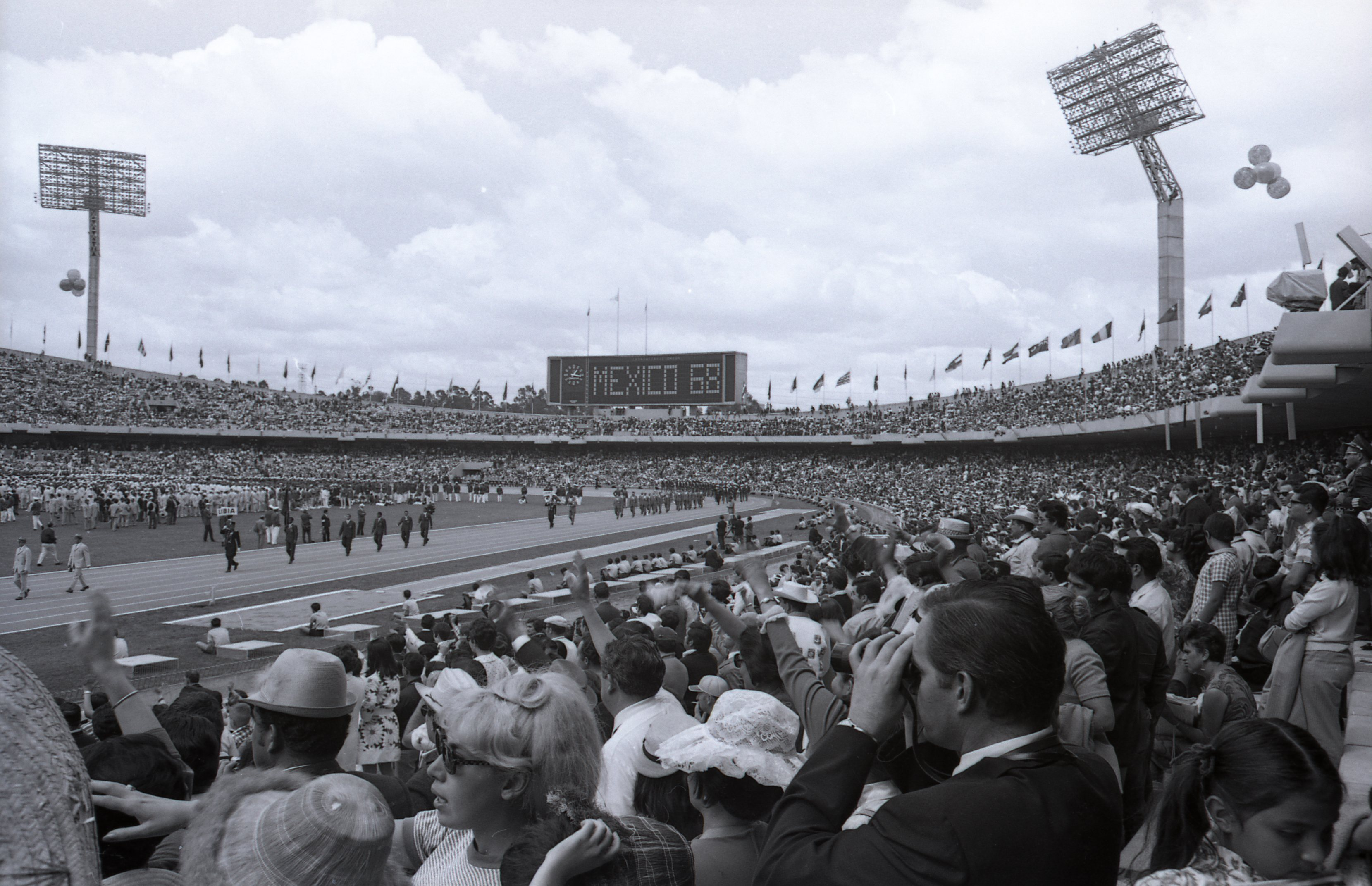
Das Olympiastadion während der Eröffnungsfeier 1968

| Weltrekord         | 10,2 s | Wera Korsakowa ( Sowjetunion) | Riga, Sowjetunion (heute Lettland) | 16. Juni 1968    |
| Olympischer Rekord | 10,6 s | Irina Press ( Sowjetunion)    | Halbfinale OS Rom, Italien         | 31. August 1960  |
| Olympischer Rekord | 10,6 s | Pam Kilborn ( Australien)     | Halbfinale OS Tokio, Japan         | 19. Oktober 1964 |
| Olympischer Rekord | 10,6 s | Karin Balzer ( Deutschland)   | Halbfinale OS Tokio, Japan         | 19. Oktober 1964 |

### Rekordegalisierungen / -verbesserungen
Der bestehende olympische Rekord wurde viermal verbessert oder egalisiert:
- 10,4 s – Pam Kilborn (Australien), zweiter Vorlauf am 17. Oktober bei einem Rückenwind von 0,2 m/s
- 10,4 s (egalisiert) – Maureen Caird (Australien), vierter Vorlauf am 17. Oktober bei einem Rückenwind von 2,0 m/s
- 10,4 s (egalisiert) – Pam Kilborn (Australien), zweites Halbfinale am 18. Oktober bei Windstille
- 10,3 s – Maureen Caird (Australien), Finale am 18. Oktober bei Windstille

## Durchführung des Wettbewerbs
33 Athletinnen traten am 17. Oktober zu insgesamt fünf Vorläufen an. Die jeweils drei Laufbesten – hellblau unterlegt – und die nachfolgend Zeitschnellste – hellgrün unterlegt – kamen ins Halbfinale, das am 18. Oktober stattfand. Hier qualifizierten sich die jeweils vier erstplatzierten Läuferinnen – wiederum hellblau unterlegt – für das Finale am selben Tag.

## Zeitplan
17. Oktober, 16:20 Uhr: Vorläufe

18. Oktober, 15:00 Uhr: Halbfinale

18. Oktober, 16.20 Uhr: Finale
Anmerkung: Alle Zeiten sind in Ortszeit Mexiko-Stadt (UTC −6) angegeben.

## Vorrunde
Datum: 17. Oktober 1968, ab 16:20 Uhr

### Vorlauf 1

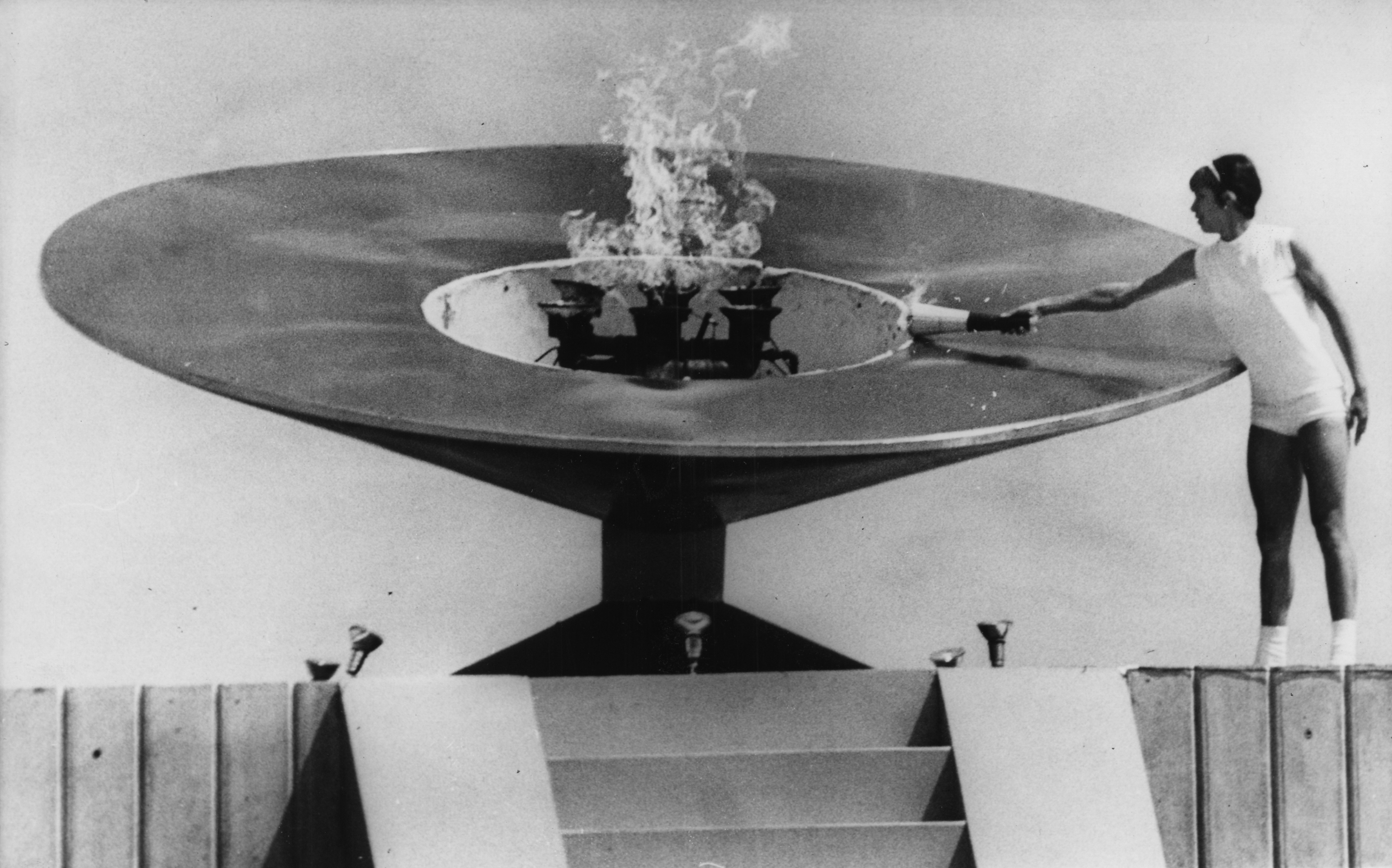
Enriqueta Basilio – die erste Frau in der olympischen Geschichte, die bei der Eröffnungsfeier die Fackel trug und den Kessel entzündete – ausgeschieden als Sechste des ersten Vorlaufs

Wind: +2,4 m/s
| Platz | Name                  | Nation         | Offizielle Zeit handgestoppt | Inoffizielle Zeit elektronisch |
| ----- | --------------------- | -------------- | ---------------------------- | ------------------------------ |
| 1     | Mamie Rallins         | USA            | 10,6 s                       | 10,69 s                        |
| 2     | Wera Korsakowa        | Sowjetunion    | 10,6 s                       | 10,74 s                        |
| 3     | Inge Schell           | BR Deutschland | 10,7 s                       | 10,77 s                        |
| 4     | Carmen Smith          | Jamaika        | 11,0 s                       | 11,09 s                        |
| 5     | Carla Panerai         | Italien        | 11,0 s                       | 11,10 s                        |
| 6     | Enriqueta Basilio     | Mexiko         | 11,1 s                       | 11,20 s                        |
| 7     | Ulla-Britt Wieslander | Schweden       | 11,2 s                       | 11,24 s                        |

### Vorlauf 2

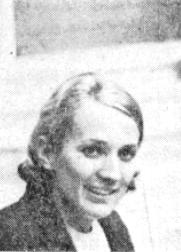
Marijana Lubej – ausgeschieden als Fünfte des zweiten Vorlaufs

Wind: +0,2 m/s
| Platz | Name               | Nation         | Offizielle Zeit handgestoppt | Inoffizielle Zeit elektronisch |
| ----- | ------------------ | -------------- | ---------------------------- | ------------------------------ |
| 1     | Pam Kilborn        | Australien     | 10,4 s OR                    | 10,41 s                        |
| 2     | Valeria Bufanu     | Rumänien       | 10,9 s000                    | 10,92 s                        |
| 3     | Mária Kiss         | Ungarn         | 10,9 s000                    | 10,93 s                        |
| 4     | Marlene Elejarde   | Kuba           | 10,9 s000                    | 10,99 s                        |
| 5     | Marijana Lubej     | Jugoslawien    | 11,0 s000                    | 11,02 s                        |
| 6     | Sneschana Jurukowa | Bulgarien      | 11,0 s000                    | 11,07 s                        |
| 7     | Ann Wilson         | Großbritannien | 11,1 s000                    | 11,19 s                        |

### Vorlauf 3

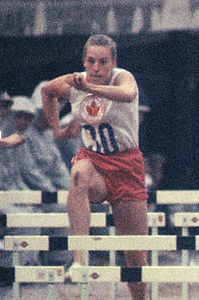
Jenny Meldrum – ausgeschieden als Fünfte des dritten Vorlaufs
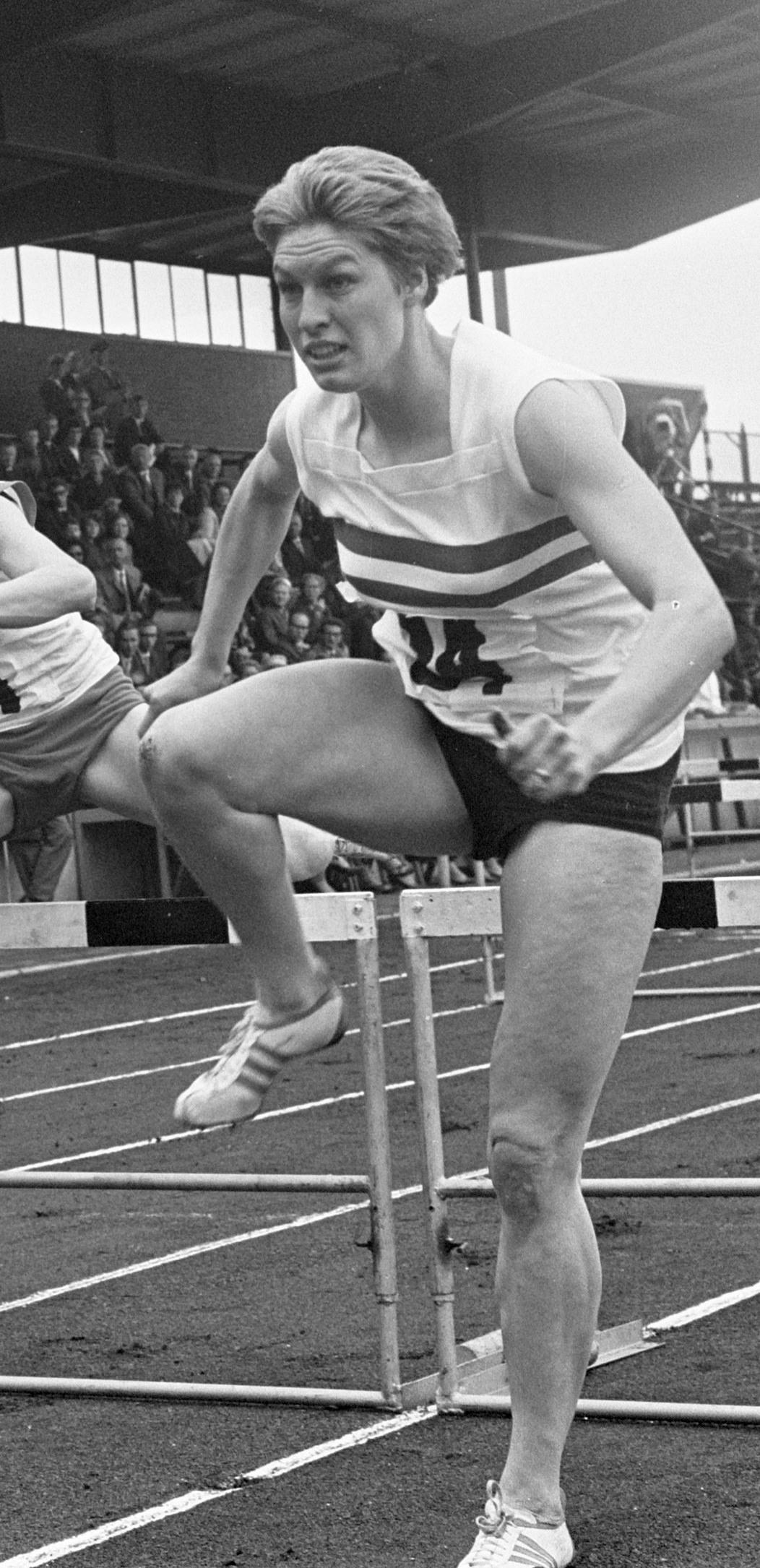
Pat Pryce erreichte im dritten Vorlaufs nicht das Ziel

Wind: +0,8 m/s
| Platz | Name                 | Nation         | Offizielle Zeit handgestoppt | Inoffizielle Zeit elektronisch |
| ----- | -------------------- | -------------- | ---------------------------- | ------------------------------ |
| 1     | Patty Van Wolvelaere | USA            | 10,6 s                       | 10,65 s                        |
| 2     | Teresa Sukniewicz    | Polen          | 10,7 s                       | 10,72 s                        |
| 3     | Tatjana Talyschewa   | Sowjetunion    | 10,8 s                       | 10,81 s                        |
| 4     | Carlota Ulloa        | Chile          | 11,1 s                       | 11,13 s                        |
| 5     | Jenny Meldrum        | Kanada         | 11,1 s                       | 11,17 s                        |
| DNF   | Pat Pryce            | Großbritannien |                              |                                |
| DNS   | Karin Reichert       | BR Deutschland |                              |                                |

### Vorlauf 4
Wind: +2,0 m/s
| Platz | Name                 | Nation         | Offizielle Zeit handgestoppt | Inoffizielle Zeit elektronisch |
| ----- | -------------------- | -------------- | ---------------------------- | ------------------------------ |
| 1     | Maureen Caird        | Australien     | 10,4 s ORe                   | 10,48 s                        |
| 2     | Chi Cheng            | Taiwan         | 10,5 s000                    | 10,53 s                        |
| 3     | Danuta Straszyńska   | Polen          | 10,7 s000                    | 10,72 s                        |
| 4     | Inge Aigner          | Österreich     | 10,8 s000                    | 10,83 s                        |
| 5     | Meta Antenen         | Schweiz        | 10,9 s000                    | 10,95 s                        |
| 6     | Pat Jones            | Großbritannien | 11,0 s000                    | 11,03 s                        |
| 7     | Roswitha Emonts-Gast | Belgien        | 11,0 s000                    | 11,03 s                        |

### Vorlauf 5
Wind: +1,5 m/s
| Platz | Name               | Nation         | Offizielle Zeit handgestoppt | Inoffizielle Zeit elektronisch |
| ----- | ------------------ | -------------- | ---------------------------- | ------------------------------ |
| 1     | Karin Balzer       | DDR            | 10,7 s                       | 10,72 s                        |
| 2     | Elżbieta Żebrowska | Polen          | 10,8 s                       | 10,83 s                        |
| 3     | Judy Dyer          | USA            | 10,9 s                       | 10,94 s                        |
| 4     | Ljudmila Jewlewa   | Sowjetunion    | 10,9 s                       | 10,97 s                        |
| 5     | Yeh Chu-mei        | Taiwan         | 11,7 s                       | 11,77 s                        |
| 6     | Cecilia Sosa       | El Salvador    | 12,8 s                       | 12,90 s                        |
| DNS   | Heide Rosendahl    | BR Deutschland |                              |                                |

## Halbfinale
Datum: 18. Oktober 1968, ab 15:00 Uhr

### Lauf 1
Wind: +2,0 m/s
| Platz | Name                 | Nation      | Offizielle Zeit handgestoppt | Inoffizielle Zeit elektronisch |
| ----- | -------------------- | ----------- | ---------------------------- | ------------------------------ |
| 1     | Maureen Caird        | Australien  | 10,5 s                       | 10,59 s                        |
| 2     | Patty Van Wolvelaere | USA         | 10,6 s                       | 10,72 s                        |
| 3     | Tatjana Talyschewa   | Sowjetunion | 10,7 s                       | 10,80 s                        |
| 4     | Karin Balzer         | DDR         | 10,8 s                       | 10,83 s                        |
| 5     | Wera Korsakowa       | Sowjetunion | 10,8 s                       | 10,86 s                        |
| 6     | Teresa Sukniewicz    | Polen       | 10,9 s                       | 11,00 s                        |
| 7     | Valeria Bufanu       | Rumänien    | 11,0 s                       | 11,08 s                        |
| 8     | Inge Aigner          | Österreich  | 11,1 s                       | 11,12 s                        |

### Lauf 2
Wind: ±0,0 m/s
| Platz | Name               | Nation         | Offizielle Zeit handgestoppt | Inoffizielle Zeit elektronisch |
| ----- | ------------------ | -------------- | ---------------------------- | ------------------------------ |
| 1     | Pam Kilborn        | Australien     | 10,4 s ORe                   | 10,44 s                        |
| 2     | Chi Cheng          | Taiwan         | 10,5 s0000                   | 10,56 s                        |
| 3     | Danuta Straszyńska | Polen          | 10,5 s0000                   | 10,60 s                        |
| 4     | Elżbieta Żebrowska | Polen          | 10,6 s0000                   | 10,70 s                        |
| 5     | Mamie Rallins      | USA            | 10,6 s0000                   | 10,70 s                        |
| 6     | Judy Dyer          | USA            | 10,8 s0000                   | 10,84 s                        |
| 7     | Inge Schell        | BR Deutschland | 10,8 s0000                   | 10,84 s                        |
| 8     | Mária Kiss         | Ungarn         | 11,2 s0000                   | 11,22 s                        |

## Finale

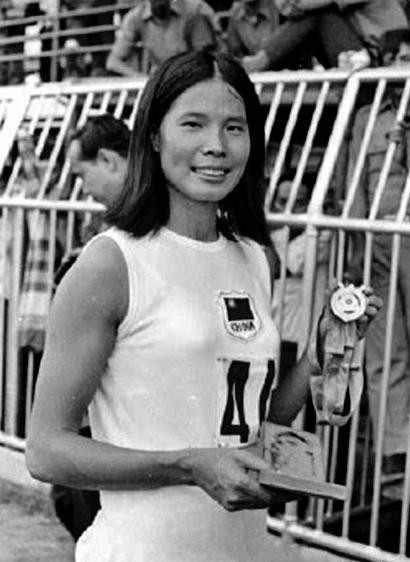
Chi Cheng, drei Tage zuvor Siebte über 100 Meter, gewann die Bronzemedaille

Datum: 18. Oktober 1968, 16:20 Uhr
Wind: ±0,0 m/s
| Platz | Name                 | Nation      | Offizielle Zeit handgestoppt | Inoffizielle Zeit elektronisch |
| ----- | -------------------- | ----------- | ---------------------------- | ------------------------------ |
| 1     | Maureen Caird        | Australien  | 10,3 s OR                    | 10,39 s                        |
| 2     | Pam Kilborn          | Australien  | 10,4 s000                    | 10,46 s                        |
| 3     | Chi Cheng            | Taiwan      | 10,4 s000                    | 10,51 s                        |
| 4     | Patty Van Wolvelaere | USA         | 10,5 s000                    | 10,60 s                        |
| 5     | Karin Balzer         | DDR         | 10,6 s000                    | 10,61 s                        |
| 6     | Danuta Straszyńska   | Polen       | 10,6 s000                    | 10,66 s                        |
| 7     | Elżbieta Żebrowska   | Polen       | 10,6 s000                    | 10,66 s                        |
| 8     | Tatjana Talyschewa   | Sowjetunion | 10,7 s000                    | 10,72 s                        |

Neben Weltrekordlerin Wera Korsakowa gehörten in den engeren Favoritenkreis auch die Olympiasiegerin von 1964 Karin Balzer aus der DDR, die Australierin Pam Kilborn, die seit ihrer Bronzemedaille 1964 kein Rennen mehr verloren hatte, und Chi Cheng aus Taiwan, die im Olympiajahr mit hervorragenden Zeiten hatte aufhorchen lassen. Korsakowa schied jedoch überraschend im Halbfinale aus.
Im Finale starteten die beiden Favoritinnen schlecht. Balzer konnte das Handicap nicht mehr ausgleichen und wurde nur Fünfte. Kilborn dagegen legte stark zu und kam noch bis auf eine Zehntelsekunde an ihre junge Teamkameradin Maureen Caird heran, die das Rennen letztlich für sich entschied. Hinter den beiden Australierinnen gewann Chi Cheng die Bronzemedaille.
Die siebzehnjährige Maureen Caird wurde mit ihrem Sieg die bis dahin jüngste Leichtathletikolympiasiegerin in einer Einzeldisziplin.

Chi Cheng war die erste Frau aus Taiwan, die eine olympische Medaille errang.

Maureen Caird und Pam Kilborn gewannen die sechste und siebte australische Medaille im olympischen 80-Meter-Hürdenlauf der Frauen.
Damit war Australien mit drei Gold-, einer Silber- und drei Bronzemedaillen die erfolgreichste Nation in dieser Disziplin – und blieb es auch, denn dieser Wettbewerb wurde in Mexiko-Stadt letztmals ausgetragen. Von 1972 an gab es stattdessen den 100-Meter-Hürdenlauf.

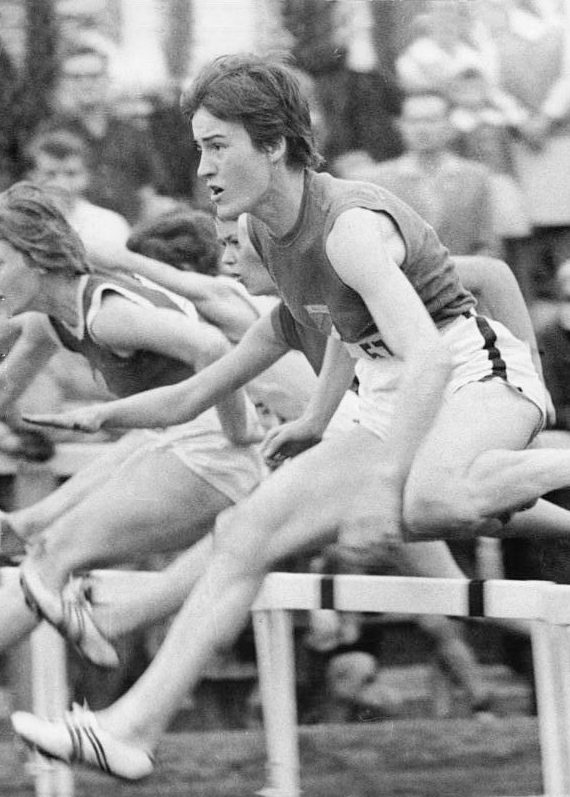
Karin Balzer, 1964 Olympiasiegerin. erreichte nach etwas verpatztem Start diesmal Platz fünf
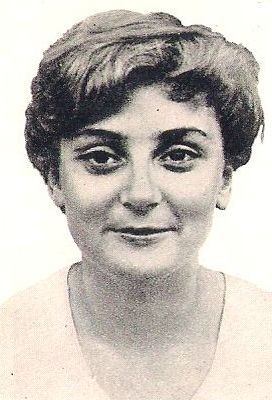
Die sechstplatzierte Danuta Straszyńska
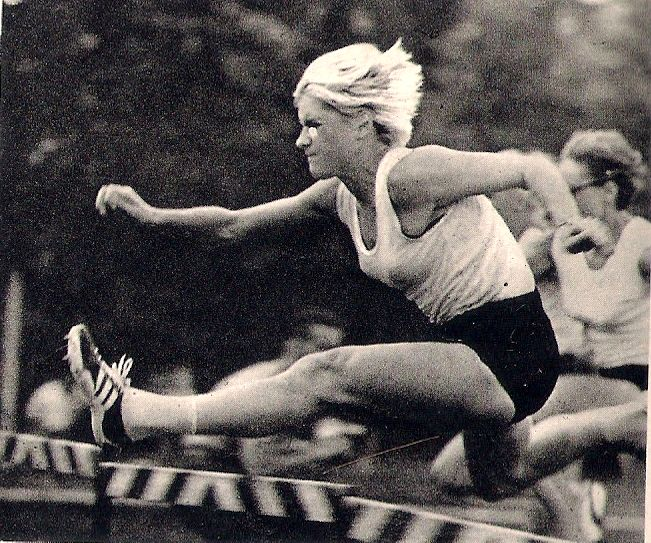
Rang sieben für Elżbieta Żebrowska

## Video
- 80m Hurdles 1968 Olympic Games Mexico Karin Balzer, youtube.com, abgerufen am 10. November 2017